# Principio di corrispondenza
In fisica il principio di corrispondenza  afferma che i risultati della meccanica quantistica devono ridursi a quelli della meccanica classica nelle situazioni in cui l'interpretazione classica può essere considerata valida.
Enunciato dal fisico danese Niels Bohr all'inizio del XX secolo, ebbe notevole importanza nella formulazione della teoria quantistica

## Principio
Nella formulazione usata comunemente, il principio di corrispondenza stabilisce che il comportamento di un sistema quantistico si riduce a quello di un equivalente classico per valori elevati dei numeri quantici. Non si può comunque stabilire una linea di demarcazione netta tra "mondo classico" e "mondo quantistico", ma piuttosto l'uno sfuma nell'altro con l'aumentare dei numeri quantici, ovvero a un certo punto la meccanica classica diventa efficace perché la sua imprecisione risulta trascurabile.
Per fare un esempio, sappiamo che il moto di una massa vincolata ad una molla può essere descritto completamente dalle equazioni della meccanica classica, ma non è affatto chiaro il perché non sia necessario ricorrere alla meccanica quantistica per fornire previsioni accurate.
Se assumiamo che il corpo in questione abbia massa m di 500 g e sia accoppiato ad una molla con costante elastica k pari 5 N/m, esso è un oscillatore armonico e la fisica classica ci dice che la sua frequenza di oscillazione è ν= 0,5 Hz. Se assumiamo come valore per l'ampiezza di oscillazione 20 cm, il sistema avrà un'energia totale E pari a 0,1 J. L'ampiezza delle oscillazioni tenderà a diminuire a causa dell'attrito. Ma, dalla meccanica quantistica, sappiamo che un oscillante può cedere energia solo in maniera discreta tramite quanti di energia, il cui valore è {\displaystyle \Delta E=h\nu }. Con i dati del nostro esempio, vediamo che l'energia può ridursi solo a "salti" di ampiezza {\displaystyle \Delta E=3,3\cdot 10^{-34}J}  che rispetto all'energia totale sono più piccoli di 33 ordini di grandezza. È evidente come misure di energia di tale finezza siano praticamente impossibili, anche per il principio di indeterminazione di Heisenberg: dunque considerare il sistema in maniera classica non crea alcuna ambiguità.
Vediamo, infine, come il principio di corrispondenza avrebbe potuto evitarci di fare tutti i calcoli, postulando che la descrizione classica avrebbe fornito risultati accurati. Calcoliamo qual è il numero quantico che descrive l'energia del nostro oscillatore. Dalla relazione {\displaystyle E=nh\nu } si ricava facilmente {\displaystyle n={\frac {E}{h\nu }}}. Un semplice calcolo ci dice che {\displaystyle n=3,02\cdot 10^{32}}. Questo è un numero enorme e non sorprende quindi il non riuscire a valutare la differenza tra n e n+1.
Tuttavia in alcuni ambiti particolari, il principio perde validità: se il sistema quantistico è fortemente non lineare, e la sua Hamiltoniana ha valori molto grandi, anche una piccola perturbazione può causare grosse differenze. In senso più lato, il principio di corrispondenza indica che le nuove teorie fisiche non contraddicono le precedenti, ma le estendono e generalizzano a nuovi ambiti sperimentali.

## Generalizzazione
Estendendo il discorso a un livello più generale, secondo il teorema di Godel è impossibile una costruzione matematica al contempo coerente e completa. Per quanti vedono la matematica e il metodo sperimentale alla base di qualsiasi scienza, tale affermazione si estende automaticamente a tutti i saperi scientifici. È quindi noto a priori che una teoria non contraddittoria non sarà completa e che è destinata progressivamente ad essere falsificata da nuove scoperte che ne porteranno non alla demolizione, ma alla estensione e correzione che permetteranno di prevedere e controllare nuovi fenomeni e avere nuove applicazioni.
Secondo un'altra interpretazione, che non generalizza il principio di corrispondenza, le teorie coerenti e non complete che vengono falsificate da un nuovo esperimento, non necessariamente possono essere "salvate" a livello teorico da correzioni e estensioni, che spiegano i nuovi fenomeni e ne prevedono altri ancora, ma sono spesso destinate a essere abbandonate e sostituite da nuove teorie. In altre parole, la teoria avrebbe valore come strumento di calcolo che permette di riprodurre e controllare una classe di fenomeni.
Rispetto alla ricerca di una teoria del tutto nuova, che arriva agli stessi risultati numerici e a priori potrebbe anche essere più semplice ed elegante di quella falsificata dall'esperimento, il tentativo di estensione e di usare il principio di corrispondenza è il modo più rapido di evitare il moltiplicarsi delle teorie e di arrivare a poche equazioni/formule che descrivono una molteplicità di fenomeni già noti e nuovi.
Per chi tende a generalizzare l'ambito di applicazione del principio di corrispondenza, una teoria unitaria e generale rimane preferibile ad una molteplicità di teorie aventi un campo di esistenza e applicabilità più limitato, e perciò più semplici ed eleganti: la falsificazione di una teoria generale, infatti, a partire dalla solita novità sperimentale, consentirebbe di riscrivere un numero più alto di equazioni, e quindi di avere maggiori previsioni teoriche confermabili da esperimenti, e un maggiore numero di nuove applicazioni.
Una teoria può essere falsificata ed estesa non solo dalla disponibilità di strumenti di misura con errori e potenza sempre migliori, ma dal tentativo di una deduzione rigorosa a partire da poche affermazioni evidenti e non dimostrabili (postulati), e perciò a priori non universali. Identificati i postulati, il passo successivo è provare a negarli uno alla volta e vedere se questo porta a una nuova teoria non contraddittoria, come è accaduto per le geometrie non euclidee.
Se un esperimento falsifica una teoria, per capire se questa deve essere abbandonata o può essere ancora estesa ed unita con le equazioni che governano il nuovo fenomeno, è semplice confrontare i postulati delle due teorie, se sono incoerenti o viceversa si possono ridurre di numero all'interno di una teoria più robusta.